# Glossaire du MMOG
Le glossaire du MMOG regroupe les termes les plus couramment utilisés dans le domaine du jeu en ligne massivement multijoueur (MMOG), et plus particulièrement du jeu de rôle en ligne massivement multijoueur (MMORPG).
Le vocabulaire employé varie selon les jeux ; cependant, de nombreux termes sont communs à plusieurs jeux, car la base Jeux de rôle est souvent similaire.
De nombreux termes de ce lexique sont des anglicismes, des barbarismes ou des néologismes et méritent une explication, même sommaire, car ils sont fréquemment utilisés. À noter que certains termes évoluent avec le temps, selon les jeux ou les pays les utilisant, les « traduisant » dans une version plus proche de leur langue.

## 0-9
- Haut – A
- B
- C
- D
- E
- F
- G
- H
- I
- J
- K
- L
- M
- N
- O
- P
- Q
- R
- S
- T
- U
- V
- W
- X
- Y
- Z

- 1M

1M signifie « à une main » (de l'anglais 1H, one hand ou one-handed).
Désigne une arme se maniant à une main.
- 2M

2M signifie « à deux mains » (de l'anglais 2H, two hands ou two-handed).
Désigne une arme se maniant à deux mains.

## A
- Haut – A
- B
- C
- D
- E
- F
- G
- H
- I
- J
- K
- L
- M
- N
- O
- P
- Q
- R
- S
- T
- U
- V
- W
- X
- Y
- Z

- add

De l'anglais to add (« ajouter »), « (s')ajouter ».
Désigne le fait qu'un ou plusieurs monstres viennent s'ajouter, au cours du combat, à la cible attirée à l'origine.
- add-on / addon

Un add-on est un programme additionnel au jeu, apportant soit une modification à l'interface, soit à l'expérience de jeu. Appelé « extension » ou « plugiciel » en français.
- AFK

Initiales de l'expression anglaise away from keyboard, littéralement « loin du clavier ».
Désigne le fait qu'un joueur est indisponible (idle en anglais), et donc n'est plus devant son ordinateur ou est occupé à faire autre chose (téléphoner par exemple).
- aggro

Abréviation de l'anglais aggravation, « provocation ».
Désigne le fait qu'un ou plusieurs monstres attaquent en particulier un joueur du fait qu'il suscite une menace plus ou moins forte. Le terme « prendre l'aggro » désigne le fait pour un joueur d'attirer, volontairement ou non, l'attention et donc l'agressivité d'un ou de plusieurs monstres. Voir pull.
- all rand

De l'anglais random, « aléatoire ».
Désigne le fait de faire un tirage au sort au sein d'un groupe pour une récompense, une pièce d'équipement ou un objet de valeur. C'est généralement le jeu qui s'en occupe de lui-même.
- alpha strike, alpha

Expression anglaise, « frappe initiale ».
Désigne l'ensemble initial des coups portés par un groupe de monstres lorsqu'un personnage prend l'aggro. Le cumul des dégâts assenés dans ce petit laps de temps peut tuer un personnage, notamment si ce n'est pas un tanker.
- alt

De l'anglais alternate, « alterné ». Dans le cadre de cette définition, on peut le traduire plutôt par « alternatif », bien que ce ne soit pas correct.
Caractérise un personnage, différent du personnage principal du joueur, mais joué par celui-ci et généralement de puissance moindre ou ayant un équipement moins puissant. On peut aussi parler d'un reroll.
Peut être utilisé dans le cas où un groupe est « bancal » (manque de soigneurs dans l'équipe) ; ex : « Si l'un des guerriers a un alt healer pour le donjon, qu'il se manifeste ! ». Ce terme fait référence à la Touche Alt, pour son acception d'« alternatif ».
- AoC

Initiales du nom du jeu Age of Conan: Hyborian Adventures.
- AoE / AOE, AE

Initiales de l’anglais area of effect, « zone d'effet ».
Désigne un sort ou une compétence qui agit sur toutes les cibles comprises à l'intérieur d'une zone d'effet prédéterminée (souvent représenté par un cercle ou un cône). C'est le cas des sorts d'attaque de type « boule de feu ».
- AT, at

Initiales d’assist tank, « tank auxiliaire »,.
Désigne les joueurs qui devront intervenir pour soulager le main tank (MT, tanker principal), en focalisant sur eux les attaques, ou une partie du groupe aidé par le main tank. Un AT peut être OT (off tank) comme tank offensif, souvent de ciblage (main assist), ou ST (secondary tank) comme tank prévu de secours à la place d'un tank principal qui tomberait.
Abréviation d'« archétype », autre désignation du mot « classe », de personnage.

## B
- Haut – A
- B
- C
- D
- E
- F
- G
- H
- I
- J
- K
- L
- M
- N
- O
- P
- Q
- R
- S
- T
- U
- V
- W
- X
- Y
- Z

- back

De l'anglais  back, indiquant le « retour ».
Ce terme est souvent utilisé pour prévenir d'un retour prématuré de l'action présente. Par exemple le fait de back lors d'un combat pour éviter la mort.
- background, BG

Terme anglais, « arrière-plan », « toile de fond » .
Désigne l'histoire, le contexte, la trame de fond d'un univers ou le passé d'un personnage.
- backstab, BS

Terme anglais, « frappe dans le dos ».
Désigne une attaque par derrière, pratiquée notamment par les voleurs ou les assassins.
- barb, baba

Abréviations de « Barbare ».
Désigne un personnage de type « Barbare ».
- bash, bashing

Termes anglais, bash signifiant « coup » et bashing « raclée », « tabassage ». Il s'agit d'une attaque rapide, d'une agression caractérisée. Peut néanmoins être péjoratif en signifiant la lourdeur répétitive, de façon proche du grinding mais dans un contexte de combat.
- battleground, BG

Terme anglais, « champ de bataille ».
Désigne un lieu « instancié » où les joueurs peuvent s'affronter. Voir instance, PvP.
- blink

De l'anglais to blink, « cligner des yeux ».
Représente l'action d'un clignement, un déplacement rapide. Souvent rapporté à la téléportation, à moindre mesure.
- BM

De l'anglais bad manner, « mauvaise manière », « mal élevé », dans le sens « pas du tout fair play ».
Terme employé envers un joueur qui se comporte mal, surtout verbalement. Exemple : un joueur disant « GG » ou/et « WP » après avoir écrasé son adversaire (joueur ou groupe) alors que la partie n'est pas terminée, recevra à coup sûr un « BM » ou « You are a BM » (tu es mal élevé), car c'est très mal vu.
Cela est très souvent considéré comme un « Vous êtes nuls, la preuve on a gagné alors que la partie n'est pas terminée, cassez-vous ! ». Les bad manners sont souvent considérés comme du trolling.
Dans certains jeux, il est possible de se faire bannir (temporairement ou définitivement) pour « bad mannering ».
- bodypull

Terme anglais, « attraction avec le corps ».
Fait d'attirer un ennemi ou un mob (un monstre) en s'approchant de lui exprès pour qu'il devienne hostile.
- bolt

Terme anglais, « carreau d'arbalète »
Par extension peut désigner un projectile magique, par exemple une boule de feu.
- boss

Terme anglais, « patron », « chef ».
Désigne un PNJ particulièrement puissant et résistant, pourvu de capacité spéciales et nécessitant souvent une tactique particulière pour être vaincu. Il est souvent accompagné d'adds, présents dès le départ ou qui viennent au cours du combat. La victoire contre un boss génère un loot conséquent.
- bot

Terme anglais, « robot ».
Un bot est une application informatique qui contrôle un personnage joueur (Voir PJ) et effectue des actions par lui-même, de façon totalement automatisée. Le PJ contrôlé par un bot exécute une seule et même action (voire plusieurs pour les bots les plus évolués) pendant plusieurs heures, voire plusieurs jours sans s'arrêter.
Généralement utilisé pour collecter des matières premières (farming) ou des ingrédients spéciaux, longs à obtenir de manière classique. Ces objets sont revendus en argent du jeu ou utilisés pour fabriquer d'autres objets, eux-aussi revendus chers. Les bots peuvent aussi être programmés pour tuer des tonnes de monstres de faible puissance et ainsi accumuler facilement et rapidement de l'argent du jeu (gold farming). Les bots sont aussi souvent utilisés pour faire des campagnes de spam sur les serveurs de jeu : vente illégale d'argent virtuel du jeu (gold sellers), ou pour promouvoir des serveurs non officiels illégaux, voire les deux en même temps, vu que les gold sellers font du gold farming à outrance pour développer leur marché et sont parfois aussi des propriétaires de serveurs dits « privés ».
- boubou

Abréviation de « bouclier ».
Il peut s'agir de l'objet physique ou d'un sort de protection.
- box

Terme anglais, « boîte ».
Désigne un personnage appartenant à un compte de jeu secondaire d'une même personne, situé sur le même ordinateur ou sur un autre (OffHand Box), dont l'interaction est en général uniquement orientée sur le jeu lui-même (« Don't even bother to speak to this guy, this is my boxed cleric » ; traduction : « Ne cherche même pas à parler à ce type, c'est mon prêtre en boîte »). Voir Mule et Reroll.
- brb

Initiales de « Be right back, « [Je] reviens tout de suite ».
- bubulle

Abréviation de « bulle de protection ».
Désigne un sort donnant une invulnérabilité parfaite, ou à défaut soit une absorption temporaire de dommages, soit l'absorption d'un certain montant de dommages.
- buff / debuff

« Buff » est un terme anglais qui signifie « musclé ». « Debuff » est simplement ce même mot avec le préfixe de- pour indiquer l'action inverse.
Désigne un sort ou une compétence qui augmente/diminue pour un temps prédéterminé les caractéristiques d'un personnage (points de vie, puissance d'attaque ou de défense, résistances diverses, etc.).
- build

Terme anglais, « construction » (to build, « construire »).
Désigne la répartition des points de capacités, de compétences ou de talents d'un personnage. Peut être rendu par « arbre de compétence » (talent tree). Voir template, spe.
- burst

Terme anglais, littéralement « faire éclater ».
Désigne une phase durant laquelle une personne se met certains buff pour augmenter son DPS et ainsi infliger de très lourds dégâts à une cible en peu de temps.

## C
- Haut – A
- B
- C
- D
- E
- F
- G
- H
- I
- J
- K
- L
- M
- N
- O
- P
- Q
- R
- S
- T
- U
- V
- W
- X
- Y
- Z

- cap

Anglicisme, de la phrase calling all powers, se traduisant en français par « appel de tous les pouvoirs ».
Expression signifiant lors d'un donjon difficile, face à un boss final ou tout au long du donjon, d'utiliser si possible et pour tous les membres de la guilde leurs compétences les plus importantes pour vaincre. C'est une expression d'encouragement.
- camping ou camp

Anglicisme, du verbe to camp, « camper ».
Le camping désigne l'action de rester caché (derrière un obstacle le plus souvent) à proximité d'un endroit précis et d'attendre l'apparition d'un joueur, d'un PNJ ou d'un monstre, dans le but d'interagir avec lui, généralement pour l'attaquer.
- caster

Anglicisme, du verbe to cast, « lancer un sort », « incanter ».
Désigne soit un type de classe utilisant la magie pour faire des dommages, soit le fait de lancer un sortilège ; l'expression est alors utilisée en tant que verbe.
- CC

Initiales de l'anglais crowd control, « contrôle de la foule ».
Peut aussi signifier clan chat, « canal de clan ». Canal de communication audio où les membres d'un même clan ou d'une guilde peuvent discuter entre eux.
Peut aussi désigner les aptitudes permettant « d'incapaciter » (ralentir, affaiblir) un ou plusieurs adversaires, généralement pour faciliter le combat. Voir Débuff.
Peut aussi désigner un coup critique, une attaque avec des dégâts accrus, généralement doublés.
- CD

Initiales du verbe anglais cool down, « rafraîchir ».
Désigne le temps nécessaire (ou restant) pour qu'une attaque soit à nouveau disponible.
Désigne aussi un sort, ou une compétence plus puissante que les autres et qui a un temps de recharge beaucoup plus long que les compétences de base.
- chain kill

Anglicisme, « tuer à la chaîne ». Par extension, le mot chain désigne toute action répétée (chain heal, etc.). Voir Perma.
Désigne le fait de tuer un joueur plusieurs fois d'affilée.
- chamy

Diminutif de chaman.
Terme propre à World of Warcraft, désignant la classe du chaman.
- clan

Un clan est un regroupement de joueurs sous une même bannière et dans un intérêt commun. Équivalent à une guilde.
- clean

Verbe anglais, « nettoyer » (on parlera principalement de mob dans les MMOG). Exemple: « j'ai clean la salle ».
- cleave

Verbe anglais signifiant « fendre ».
Désigne une attaque avec des dégâts de zone se trouvant devant le personnage qui exécute le cleave, un personnage qui cleave ne touchera pas derrière lui. Est similaire à une AoE, employée pour les combats au corps à corps.
- crit ou Cc

Abréviations du mot anglais critical, « critique », « coup critique ».
Désigne une attaque qui provoque plus de dégâts qu'une attaque normale.
- CàC

Initiales de « corps à corps ».
Désigne tous les combats rapprochés, ou les classes spécialisées dans les attaques de mêlée (guerrier, voleur, etc.).
- craft

Terme anglais, « artisanat ».
Désigne ce qui a trait à la création d'objets à partir de matières premières de base. Aussi bien utilisé en tant que verbe (ex. : « Regarde ce que je t'ai crafté ! »).

## D
- Haut – A
- B
- C
- D
- E
- F
- G
- H
- I
- J
- K
- L
- M
- N
- O
- P
- Q
- R
- S
- T
- U
- V
- W
- X
- Y
- Z

- DD

Initiales de l'anglais damage dealer, « faiseur de dégâts ».
Désigne un type de classe dont le but est d'infliger un maximum de dommages en un minimum de temps, au moyen de coups critiques répétés et d'attaques très puissantes. Contrepartie de cette puissance offensive, les damage dealers sont peu résistants physiquement. Un damage dealer typique est la classe d'archer ou de voleur/assassin.
- DD

Initiales de l'anglais direct damage, « dégâts directs ».
Désigne un type d'action faisant en général des dégâts considérables à chaque coup, principalement utilisé pour les sorts tels que boule de feu, éclair de givre, etc.
- dez

Troncation du verbe français « désenchanter ».
Attaque visant à interrompre ou à annuler les effets magiques (protections, buffs, débuffs) actifs sur une personne (sort ou compétences).
Désigne aussi le métier d'enchanteur, ou l'action de désenchanter un objet en vue de récupérer ses composants.
- ding !

Annonce faite par un joueur qui a gagné un niveau, en référence au son produit par une sonnette ou une clochette, que certains jeux activent à cette occasion. D'autres jeux se contentent d'une courte musique et d'une animation.
Certains joueurs, lorsqu'il montent d'un niveau, font une annonce à tous ceux présents sur le serveur de jeu (ou de la guilde/du clan) en envoyant un message (par exemple sur le canal général de discussion) en indiquant en début phrase un « ding » ou un « ding dong ». Ex. : « Ding dong ! Level-up 50 !! »
- dive

Terme anglais, « plonger » ou « plongeon ».
Attaque d'un joueur dans un endroit qui est à priori sans risques pour lui (sous une infrastructure de protection, au milieu de son équipe...)
- DK

Initiales de l'anglais death knight (« chevalier de la mort »), une classe de World of Warcraft ; aussi dragon knight (« chevalier dragon »), classe de The Elder Scrolls Online.
- dmg

Abréviation du mot anglais damage, « dégâts ».
Unité de mesure désignant les points de dégâts infligés par les armes ou les sorts, soustraite aux points de vie de la cible.
- DoT, DOT

Acronyme de l'expression anglaise damage over time, « dégâts dans le temps ».
Désigne un sort ou une compétence qui inflige des dégâts répétés sur une période de temps donnée. Voir DPS.
- double spé

Troncation de « double spécialisation ».
Possibilité offerte à un personnage de pouvoir remplir un second rôle en fonction des options disponibles de sa classe (par exemple, soigneur, magicien, guerrier).
- down

Terme anglais, « à terre ».
Attribut donné à une compétence (skill en anglais) qui a pour effet de jeter l'adversaire ou le mob à terre, l’empêchant ainsi d'agir pendant un certain temps. Peut aussi désigner un ennemi mort ou neutralisé.
- DPS

Initiales de l'anglais damage per second, « dégâts par seconde ».
Unité de mesure désignant la quantité de dégâts infligée par un joueur en une seconde. Par extension, mesure l'efficacité d'un DD.
Peut aussi désigner un type de joueur ou de classe dont le but est d'infliger aux ennemis un maximum de dégâts en un minimum de temps. Voir DD.
- DQ

Initiales de l'anglais daily quest, « quête journalière », aussi abrégé en daily.
Quête répétable tous les jours et qui peut varier en fonction des horaires du jeu ou des horaires réels.
- drop, droper

Mot anglais et anglicisme, du verbe to drop, « laisser tomber ».
Désigne ce qu'un monstre ou un personnage laisse tomber au sol lorsqu'il est tué.
L'anglicisme qui en dérive, droper, désigne donc l'action de faire tomber un objet ou, par extension, de ramasser un objet sur quelqu’un venant d'être tué. Ex. : « J'ai eu de la chance aujourd'hui : j'ai tué le monstre, et j'ai dropé l'épée Durandil sur lui ! ». Voir Loot.
- drop rate

Expression anglaise, littéralement « taux de drop ».
Désigne les probabilités de ramasser (droper ou looter) un objet X sur un monstre Y. Voir Drop et Loot.

## E
- Haut – A
- B
- C
- D
- E
- F
- G
- H
- I
- J
- K
- L
- M
- N
- O
- P
- Q
- R
- S
- T
- U
- V
- W
- X
- Y
- Z

- event

Terme anglais, « événement ».
Désigne un événement organisé par les maîtres de jeu, les développeurs ou les joueurs, généralement pour une occasion spéciale comme Noël ou Halloween, une nouvelle extension du jeu, les vacances d'été/d'hiver, ou le départ/l'arrivée d'un membre d'une guilde, son mariage (IRL ou dans le jeu), voire son décès, etc.
- expérience, XP, EXP, PEX, PX (points d’expérience)

L'expérience est une unité de mesure encadrant la progression en niveaux d'un personnage. Voir Niveau.
- extend

Extend vient de extendable weapon, « arme extensible ».
Désigne une arme permettant d'attaquer à une distance supérieure à la distance de base d'une arme de ce type. 7 m au lieu de 3 m par exemple (Aion).

## F
- Haut – A
- B
- C
- D
- E
- F
- G
- H
- I
- J
- K
- L
- M
- N
- O
- P
- Q
- R
- S
- T
- U
- V
- W
- X
- Y
- Z

- faction

Groupe d'appartenance d'un joueur. Par exemple, dans World of Warcraft, il s'agit soit de l'Alliance (les personnages de cette faction sont alors appelés ally - des « alliés » - ), soit de la Horde (les personnages de cette faction sont alors surnommés « hordeux » ou encore « h2 »).
- fall in

Verbe anglais, « former les rangs ».
Demande qu'une personne fait aux autres joueurs, pour la suivre ou suivre le leader du groupe. Équivaut à « Suivez-moi » en français.
- familier

Un familier désigne une créature, souvent de petite taille, qui accompagne le personnage du joueur partout où il va. Il peut être neutre et décoratif, ou lui apporter de l'aide en augmentant ses caractéristiques et en lui offrant des capacités supplémentaires.
- farming

Farming est un terme anglais signifiant « culture » (agricole).
Désigne l'action de tuer à répétition un groupe de monstres ou un boss, dans l'unique but d'accumuler rapidement des points d'expérience, des objets spéciaux ou des matières premières pour la fabrication d'objets (crafting), ou de l'argent du jeu. Les farmers sont les joueurs qui pratiquent cette activité pour eux-mêmes. Cependant certains peuvent être employés par des sociétés commerciales privées (illégales dans la majorité des cas, car cette pratique est interdite par les exploitants des MMOG, qu'elle prive d'une partie de leur chiffre d'affaires), sociétés qui revendent ensuite le fruit de leur labeur à d'autres joueurs contre de l'argent réel.
- fear

Terme anglais, « peur ».
Un sort ou une compétence de peur force un (ou plusieurs) adversaire(s) à fuir (perte de contrôle du personnage) en proie à une terreur soudaine.
- FFA

Initiales de l'anglais free for all, « mêlée », « foire d'empoigne ».
Indique que tous les joueurs présents dans le groupe ou le raid sont libres de se placer où ils veulent.
- FFS

Initiales de l'expression anglaise for fuck's sake! ou for fucking shake!, « putain merde ! », où fuck est mis à la place de God (For God's sake, « Pour l'amour de dieu »).
Exclamation des plus vulgaires soulignant la frustration ou l'indignation d'une personne devant une situation ou un évènement. Généralement lancée quand quelque chose ne fonctionne pas ou ne va pas pour le joueur (attaques répétées contre lui ou par plus nombreux que lui, dénigrement par d'autres personnes, etc.) ou dans le jeu (bug, lag, etc.)
- focus

De l'anglais focus, « foyer », ou to focus, « se focaliser sur », « se concentrer sur ».
Le focus désigne le fait, lors d'un combat, de cibler un ennemi particulier afin de le neutraliser rapidement. Généralement, on focus un joueur susceptible de donner l'avantage à l'équipe adverse : healer, magicien ou lanceur de sorts divers. « Mettre le focus sur » signifie, dans ce cas précis, « se concentrer sur ».
- fotm

Initiales de flavor of the month, « parfum du mois ».
Désigne généralement une classe ou une spécialisation qui a reçu une ou plusieurs améliorations importantes lors des dernières mises à jour, devenant ainsi imba.
- F2P

Acronyme de l'expression anglaise free to play, « gratuit ».
MMOG gratuit à télécharger et à jouer, mais souvent financé en partie par l'achat d'objets virtuels (économie virtuelle) ou par la publicité dans le jeu.
- fufu

Abréviation du mot français « furtif ».
Désigne la compétence de furtivité réservée à certaines classes et leur permettant de se rendre plus ou moins invisibles aux yeux des autres classes et des monstres.

## G
- Haut – A
- B
- C
- D
- E
- F
- G
- H
- I
- J
- K
- L
- M
- N
- O
- P
- Q
- R
- S
- T
- U
- V
- W
- X
- Y
- Z

- ganking

Néologisme, formé de la contraction des termes anglais gang (« bande ») et kill (« tuer »), signifiant « tuer en bande ».
Désigne le fait de tuer en groupe des joueurs seuls et isolés. Voir PK.
- game master, GM

Terme anglais, « maître de jeu ».
Désigne un ou des salariés de l'éditeur d'un MMOG, dont le rôle est de régler les problèmes des joueurs directement en jeu (les GM sont habituellement connectés en ligne sur le serveur où évoluent les joueurs.)
- GCD

Initiales de l'anglais global cool-down, « temps de recharge global/général ».
Désigne le laps de temps très court (de l'ordre de la seconde) entre deux lancements de sort, il s'applique à tous les sorts du personnage en même temps. À ne pas confondre avec le CD.
- GG

Initiales de l'anglais good game (littéralement « bonne partie »).
Terme énoncé en début ou à la fin d'une partie ou d'un combat, afin de remercier ou de féliciter les autres participants, ou pour signifier à sa propre équipe qu'elle a bien joué.
- glitch

bug du jeu, notamment exploité par certains joueurs pour obtenir un avantage dans le jeu. on parle alors d'exploit (terme anglais).
- glitcher

Terme anglais, « tricheur » . Parfois francisé en « glitcheur ».
Quelqu'un qui triche dans le jeu, en modifiant de manière illégale les caractéristiques ou l’équipement de son personnage, en trichant pendant les combats, etc. En règle générale, une personne qui abuse des bugs du jeu pour son compte personnel (exploits en anglais).
- grind, grinder, grinding, grindy

Anglicismes dérivés du verbe anglais to grind : « moudre, broyer ».
Désigne l'action d'un joueur (ou le joueur en lui-même) qui répète inlassablement une action particulière afin d'obtenir un avantage pour son personnage : points d’expérience, équipement, matières premières, etc. Caractérise un mode de jeu considéré comme étant l'activité favorite des farmers. Certains attribuent ce style de jeu à la communauté coréenne des MMORPGs. Ce terme à une connotation péjorative, selon le contexte, pour désigner un jeu n'offrant aucune autre possibilité pour faire progresser son personnage que le grind, souvent à cause de la pauvreté de son gameplay.
- GrosBill, Gros Bill, gb

Le terme « Gros Bill » se dit d'un joueur cherchant uniquement le pouvoir et la puissance pour son personnage, au détriment du plaisir de jouer (le role playing), par la triche ou le powerleveling, ou bien cherchant l'optimisation maximale de son personnage en étant un powergamer.
- GTAoE, GTAE

Initiales de l'anglais ground targeted area of effect, « aire d'effet sur terrain ciblé ».
Sort à effet de zone ciblé au sol. Ce sort fonctionne en ciblant un point au sol (désigné par un gabarit) puis en lançant le sort dessus : tout ennemi pris dans l'aire d'effet autour de ce point-cible sera touché. Voir AoE.
- GTG, G2G

Initiales de anglais good to go (« prêt à y aller », « prêt à l'action ») ou got to go (« Il faut que j'y aille », « Il faut que je parte »).
L'une ou l'autre des deux significations varie selon le contexte, qui cherche à préciser quand il s'agit de partir (exemple : « gtg, wife calling », « Il faut que j'y aille, ma femme m’appelle »).
- guilde

Association, groupe de joueurs.
- guild master

Terme anglais, « maître de guilde ».
Désigne le joueur à la tête d'une guilde.
- GvG

Initiales de l'anglais guild versus guild, « guilde contre guilde ».
Désigne un mode de jeu où les joueurs d'une guilde se battent contre ceux d'une guilde adverse.

## H
- Haut – A
- B
- C
- D
- E
- F
- G
- H
- I
- J
- K
- L
- M
- N
- O
- P
- Q
- R
- S
- T
- U
- V
- W
- X
- Y
- Z

- H²

abréviation française de World of Warcraft signifiant « Hordeux », les membres de la Horde.
- heal bot

Expression anglaise, « robot de soins ».
Désigne un healer (« guérisseur ») qui accompagne toujours un ou plusieurs personnages qu'il tentera de maintenir en vie en se tenant loin du combat. Le heal bot soigne en général à la chaîne sans s'arrêter et sans effectuer d'autre action comme le ferait un bot, en général pour maintenir un personnage en vie car celui-ci subit de très fortes attaques. Voir bot.
- healer

Terme anglais, « guérisseur ».
Désigne un type de classe dont le but est de soigner (rendre des points de vie) et de guérir (enlever les malédictions, maladies et autres debuff) son groupe et lui-même.
- HF

Initiales de « haut fait ».
Système honorifique lié à une action particulière en jeu.
Peut être également les initiales de Have fun (« Amusez-vous bien »).
- hit and run :

Expression anglaise, « frappe et cours ».
Désigne une technique qui consiste, pour les classes d'attaques à distance (Mage, Archer, etc.), à attaquer un monstre, à courir assez loin pour être intouchable, et à recommencer.
- HL

Initiales de l'anglais high level, « haut niveau ».
Désigne en général le contenu accessible au niveau maximum, ou un personnage de haut niveau en lui-même.
- HM

Initiales de l'anglais hard mode, « mode difficile ».
Désigne un niveau de difficulté spécifique d'un contenu.
- HoT

Acronyme de l’anglais heal over time, « guérison avec le temps ».
Désigne un sort qui soigne la cible périodiquement et pendant une durée limitée.
- HP

Initiales de l’anglais health point, « point de vie ».
Désigne les points de vie d'un personnage. Voir point de vie.
- HRP

Initiales du franglais « hors roleplay ».
Désigne toute discussion venant du joueur et non du personnage. Voir RP.
- HS

Initiales de l'anglais head shot, « tir en pleine tête ».
- HV

Initiales d'« hôtel des ventes ».
Désigne le lieu d'enchères où les joueurs peuvent acheter et vendre. Aussi appelé HDV selon le MMOG.

## I
- Haut – A
- B
- C
- D
- E
- F
- G
- H
- I
- J
- K
- L
- M
- N
- O
- P
- Q
- R
- S
- T
- U
- V
- W
- X
- Y
- Z

- IG

Initiales de l’anglais in game, « dans le jeu ».
Employé par les joueurs pour permettre une différenciation entre ce qui se passe dans le jeu et ce qui se passe dans la vraie vie. Voir IRL.
- imba

Troncation de l'anglais imbalanced, « déséquilibré ».
Désigne une pièce d'équipement ou un personnage bien meilleur que les autres et jugé par conséquent trop puissant.
Peut aussi être vu comme la troncation de « imbattable », qualifiant un très bon joueur qui se démarque dans le pvp / jcj.
- inc

Troncation de l’anglais incoming, « qui arrive ».
Désigne un personnage ou un monstre qui arrive.
- instance

Désigne une zone dont l'accès est réservé à un joueur ou à un groupe.
Cette zone sera dupliquée à l'identique autant de fois qu'elle sera sollicitée par un nombre défini de joueurs.
- IRL

Initiales de l’anglais in real life, « dans la vie réelle ».
Employé par les joueurs pour permettre une différenciation entre ce qui se passe dans le jeu et ce qui se passe dans la vraie vie. Voir IG.
- iso

Acronyme de l’anglais in search of, « à la recherche de ».
Employé par les joueurs à la recherche d'objets précis, etc.

## J
- Haut – A
- B
- C
- D
- E
- F
- G
- H
- I
- J
- K
- L
- M
- N
- O
- P
- Q
- R
- S
- T
- U
- V
- W
- X
- Y
- Z

- JcE

Initiales de « joueur contre environnement ».
Désigne un mode de jeu où le joueur lutte contre l'environnement contrôlé par le jeu (combat contre des monstres, résolution de quêtes, exploration de donjons, etc.). (Voir PvE).
- JcJ

Initiales de « joueur contre joueur ».
Désigne un mode de jeu où le joueur affronte les autres joueurs connectés au serveur. Voir PvP. On lui attribue quelquefois l'adjectif sauvage pour préciser qu'il s'agit de JcJ en pleine nature contre des joueurs faisant en général du JcE, et non pas lors de batailles rangées instanciées.
- JdR

Initiales de « jeu de rôle ».
Désigne toute discussion et tout comportement venant du personnage et non du joueur. Voir RP, HRP.

## K
- Haut – A
- B
- C
- D
- E
- F
- G
- H
- I
- J
- K
- L
- M
- N
- O
- P
- Q
- R
- S
- T
- U
- V
- W
- X
- Y
- Z

- KB

Initiales de l’anglais knockback, « repousser ».
Désigne l'effet d'une compétence ou d'un sort qui repousse le personnage affecté (ou monstre) d'une certaine distance, le faisant tomber la plupart du temps et donc le paralysant.
- KD

Initiales de l'anglais knock down, « mettre au sol, renverser ».
Désigne le fait de mettre une cible au sol pour l'empêcher d'attaquer ou de lui faire des attaques spéciales.
- kick, kicker

Du verbe anglais to kick, « virer à coups de pied ».
Fait d'expulser quelqu'un d'un groupe, d'un combat, d'une guilde, etc.
- kiting

Terme anglais, « faire voler un cerf-volant ».
Action qui consiste à engager un combat à distance avec un ennemi (joueur ou non-joueur) puis à l'endommager tout en se déplaçant et en restant le plus possible à l'écart de ses attaques. Peut être utilisé sous forme de verbe (kiter un monstre).
- KS

Initiales de l’anglais kill steal, « voler une mort ».
Désigne le fait de tuer un monstre qu'un autre joueur a commencé à attaquer, afin de lui dérober l'expérience et le butin liés à la victoire du combat. Voir leecher.

## L
- Haut – A
- B
- C
- D
- E
- F
- G
- H
- I
- J
- K
- L
- M
- N
- O
- P
- Q
- R
- S
- T
- U
- V
- W
- X
- Y
- Z

- lag

Terme anglais, « décalage », « retard ».
Désigne les effets d'une connexion Internet ralentie ou intermittente en raison de problèmes serveur ou plus souvent à cause d'un problème de connexion client-serveur. C'est un handicap sérieux pour le joueur, qui joue légèrement décalé dans le temps par rapport aux autres joueurs.
- lamer

Néologisme anglais formé à partir de l'adjectif lame (« boiteux », « éclopé » ou « piètre », « nul ») et traduisible par « nullard ».
Désigne un joueur qui, par une ou plusieurs actions volontaires ou involontaires, tend à ralentir, affaiblir mais surtout faire perdre l'équipe dans laquelle il se trouve.
Un lamer peut aussi être un joueur de haut niveau qui utilise des techniques de jeu généralement non appréciées du reste de la communauté. C'est donc un terme très péjoratif.
- LD

Initiales de l'anglais link dead, « lien mort ».
Employé parfois pour parler d'une déconnexion involontaire au serveur du jeu, aussi appelée « déconnexion sauvage ». Dans certains jeux, on parle de « connexion rompue ».
- leecher

Terme anglais, « sangsue ».
Désigne un joueur en party (en équipe) qui laisse les autres membres attaquer les monstres pour récupérer les objets ou l'xp sans rien faire pour les aider.
- level, lvl

Terme anglais, « niveau ».
Désigne le niveau d'un personnage, d'un monstre ou d'un objet.
- levelling

Terme anglais, « progression par niveaux ».
Désigne la phase d'entraînement d'un personnage, qui s'achève avec le passage au niveau supérieur.
- level up

Verbe anglais, « monter de niveau ».
Employé par les joueurs lorsque leur personnage gagne un niveau.
- LFG

Initiales de l’anglais looking for a group, « recherche un groupe ».
Employé par les joueurs souhaitant se joindre à un groupe.
- LFM

Initiales de l’anglais looking for more ou looking for members, respectivement « recherche d'autres (joueurs) » ou « recherche des membres ».
Employé par un groupe de joueurs en quête d'autres joueurs pour compléter leurs rangs.
- link

Terme anglais, « lien ».
Caractérise un monstre qui appelle du soutien pour les combats. Souvent utilisé pour prévenir avant un pull « Attention à ces goblins, ils sont link. Il faudra root les adds ».
- login / logout

Termes anglais, connexion / déconnexion.
Désigne l'action de se connecter ou de se déconnecter au serveur d'un jeu.
- loot, looter

De l'anglais loot, « butin ».
Désigne le butin (or et objets) prélevé sur le cadavre d'un monstre vaincu. Le verbe francisé qui en dérive, looter, désigne l'action de ramasser un objet ou de tuer un adversaire dans ce but. Voir drop.

## M
- Haut – A
- B
- C
- D
- E
- F
- G
- H
- I
- J
- K
- L
- M
- N
- O
- P
- Q
- R
- S
- T
- U
- V
- W
- X
- Y
- Z

- MA

Initiales de « maître d'alliance ».
Désigne le joueur qui est le maître d'une alliance composé de plusieurs Guildes.
- macro

Commande préenregistrée permettant une action quasi automatique.
- mago

Terme espagnol, « mage ».
- main

Terme anglais, « principal ».
Désigne le personnage principal d'un joueur. Voir reroll.
- mana

Terme polynésien recouvrant le concept de spiritualité. Voir mana spiritualité.
Désigne l'énergie magique d'un personnage, qui permet au caster et au healer de lancer des sorts, mais aussi, dans des cas plus rares, à certaines classes de combattants, en particulier les paladins. Voir caster, healer.
- MC

Initiales de l’anglais mind control, « contrôle mental ».
Désigne un effet qui permet de prendre le contrôle d'un monstre ou d'un joueur durant une période donnée. Désigne aussi le raid Cœur du Magma (Molten Core, en anglais) dans World of warcraft
- mez

Troncation de l'anglais to mesmerize, « hypnotiser ».
Désigne un effet qui immobilise un personnage et l'empêche d'exécuter toute action pendant une courte période. En général, si on frappe la victime, l'effet du sort s'interrompt.
- MG

Initiales de « maître de guilde ».
- miss

De l'anglais to miss, « rater », « manquer ».
Désigne le fait de ne pas réussir à toucher la cible lors d'une attaque (au corps à corps ou à distance).
- MJ

Initiales de « maître du jeu ».
Désigne un joueur souvent contrôlé par un employé du jeu en question ; il veille au bon déroulement du jeu, reçoit les plaintes des joueurs, il peut interagir avec d'autre personnages, que ce soit d'une façon bénéfique ou maléfique
- ML

Initiales de l’anglais master looter, « maître du butin ».
Désigne le joueur d'un groupe qui distribue équitablement (ou pas ; voir Ninja) le butin entre les différents joueurs. Voir loot.
- mob

Néologisme formé de la contraction des termes anglais mobile object, « objet mobile ».
Désigne toute créature, monstre ou PNJ, contrôlée par le jeu.
- MT

Initiales de l'anglais main tank, « tank principal »,.
Lorsqu'il y a plusieurs tanks dans un même groupe de joueurs, MT désigne le joueur qui devra focaliser sur lui l'attention de la majorité des monstres et notamment des plus puissants. Selon la stratégie conventionnelle, seul ce joueur décide d'attirer des monstres.
- mule

Désigne un personnage secondaire créé par le joueur dans le seul but d'aider son personnage principal, par exemple en le soignant ou en le boostant grâce à des sorts de soutien.
- mule (2e définition)

Désigne un autre personnage du compte (ou d'un autre compte) créé par le joueur dans le seul but de porter des objets pour libérer de la place sur le premier personnage.
- multiboxing

Technique de jeu consistant à jouer plusieurs personnages simultanément.

## N
- Haut – A
- B
- C
- D
- E
- F
- G
- H
- I
- J
- K
- L
- M
- N
- O
- P
- Q
- R
- S
- T
- U
- V
- W
- X
- Y
- Z

- nerf

Néologisme anglais.
Désigne l'affaiblissement d'une compétence, d'une pièce d'équipement ou d'une classe afin de rendre le jeu plus équilibré. Le verbe francisé qui en dérive, nerfer, désigne donc l'action d'affaiblir un élément du jeu.
- newbie

Terme anglais, étymologie incertaine, probablement une variante de new boy ou newie (« néophyte »).
Désigne un joueur novice dans un secteur, peu renseigné et susceptible de faire des erreurs. Peut être péjoratif. Voir Noob.
- ninja loot

Expression en anglais, littéralement « butin Ninja ».
Désigne les objets volés au nez et à la barbe d'un autre personnage, dès leur apparition, ainsi lorsqu'un joueur s'empare d'un objet lâché par un monstre (le plus souvent un boss) et convoité par plusieurs joueurs de son groupe, sans respecter la règle permettant à chacun des joueurs d'avoir la même chance de ramasser cet objet ; ou que l'objet en question n'est pas utilisable par le personnage qui l'a récupéré (pour le revendre pour un autre de ses personnages).
- nolife, NL

Terme anglais, « sans vie » (sociale).
Désigne un joueur consacrant beaucoup de temps au jeu.
- noob, nub

Troncation de l'anglais américain newbie (prononcé noobie), « novice », « débutant ».
Désigne un joueur qui n'est pas très doué, fait énormément d'erreurs mais peut ne pas en avoir conscience. Le terme est habituellement utilisé avec une connotation péjorative.
- NPC

Initiales de l’anglais non playable character, « personnage non-joueur ».
Désigne un personnage contrôlé par le jeu. Les NPC apportent leur aide par des conseils ou des objets, sont à l'origine des quêtes, ou bien peuvent s'avérer des ennemis. Voir PC, PNJ, PJ.
- nuke

Terme anglais, « nucléaire ». « to nuke » : atomiser, détruire (avec une bombe atomique).
Désigne une capacité majeure à infliger des dégâts très importants ou le fait d'utiliser cette capacité contre un ennemi.

## O
- Haut – A
- B
- C
- D
- E
- F
- G
- H
- I
- J
- K
- L
- M
- N
- O
- P
- Q
- R
- S
- T
- U
- V
- W
- X
- Y
- Z

- OFT

Initiales de l'anglais Overall Fight Tactician, « tacticien global de combat ».
Désigne le membre du groupe qui s'occupe des « calls » ; il gère toutes les informations liés aux buffs/debuff et les stratégies du combat. Il dirige globalement tout le combat en indiquant à ses équipiers ce qu'il faut faire.
- OMW

Initiales de l'anglais on my way, « en route », « j'arrive ».
Désigne le fait qu'un personnage est en train de se rendre à un endroit précis.
- OOM

Initiales de l'anglais out of mana, « à court de mana », « en rupture de mana ».
Employé par les joueurs lorsqu'ils n'ont plus de mana pour lancer des sorts. Voir mana.
Il existe des variantes suivant les jeux :
- OOP, acronyme de out of power, « à court de pouvoir ».
- OOH, acronyme de out of health, « à court de vie ».
- OOE, acronyme de out of endurance, « à court d'endurance ».

- OP, op

Initiales de l'anglais overpowered, « surpuissant ».
Désigne le fait qu'un personnage, un objet ou encore un monstre détient une puissance au-dessus de la norme. Ex. : « Ce boss est vraiment OP ! ». Voir aussi uber.
- OS

Initiales de l’anglais one shot, « un seul coup ».
Désigne le fait de tuer sa cible en un seul coup (au corps à corps ou à distance).
- OS (2e définition)

Initiales de l'anglais orbital strike, « frappe orbitale ».
Désigne une attaque de zone plutôt puissante provenant d'un vaisseau ou d'un satellite et souvent représentée sous la forme d'un faisceau lumineux ou d'une pluie de projectiles descendant du ciel.

## P
- Haut – A
- B
- C
- D
- E
- F
- G
- H
- I
- J
- K
- L
- M
- N
- O
- P
- Q
- R
- S
- T
- U
- V
- W
- X
- Y
- Z

- P2W

Abréviation de l'anglais « Pay to win ».
Désigne un jeu où payer plus que les autres joueurs (en argent réel) permet de devenir plus puissant qu'eux. Ce système peut être utilisé sur un jeu de type « Free to play » pour remplacer l'abonnement payant.
- PA

Initiales de « pièce d'argent », monnaie commune à plusieurs jeux.
Désigne les points d'actions, notamment dans le jeu Dofus et ses dérivés.
- panoplie

Ensemble d'équipements semblables. Regroupés, ils offrent souvent des bonus.
- pala, paly, palouf

Abréviations de « paladin ».
Employé pour désigner un personnage de type Paladin.
Abréviation du minerai paladium sur le serveur Minecraft du même nom ; à ne pas confondre avec le minerai réel qui prend deux l.
- PBAE, PBAoE

Initiales de l’anglais point blank area of effect, « aire d'effet à bout portant ».
Désigne un sort à aire d'effet centré sur son lanceur. Voir AoE.
- PC

Initiales de l’anglais playable character, « personnage jouable ».
Désigne un personnage contrôlé par un joueur. Voir NPC, PJ, PNJ.
- PC

Initiales de « pièce de cuivre ».
Monnaie commune à plusieurs jeux.
- pet

Terme anglais, « animal de compagnie ».
Désigne un familier (animal dompté ou invocation) qui accompagne un personnage pour l'aider en combat.
- pet prof

Diminutif de pet profession.
Profession de jeu utilisant l'adjonction au personnage principal d'un familier.
- pexer

Verbe inventé provenant de Points d'EXpérience
Terme utilisé par les joueurs français, signifiant l'action d'engranger des points d'expérience.
- PGM

Abréviation de pro gamer master, « joueur pro ».
Se dit d'un joueur maîtrisant à la quasi-perfection les mécaniques du jeu et de son personnage.
- PJ

Initiales de « personnage joueur ».
Désigne un personnage commandé par le joueur. Voir PNJ, PC, NPC.
- PK

Initiales de l’anglais player killer, « tueur de joueurs ».
Désigne un joueur qui tue les autres joueurs ; peut également désigner son score d'assassin. Ce terme peut être péjoratif dans le sens où certains PK ne tuent que des joueurs de bas niveau. Voir Newbie, Noob
- PKK

Initiales de l’anglais player killer killer, « tueur de tueurs de joueurs ».
Désigne un joueur qui fait la chasse aux PK pour une éventuelle récompense ; peut également désigner son score de chasseur de primes.
- PL

Abréviation de l'anglais powerleveling.
Le fait de payer quelqu'un pour qu'il monte votre personnage de niveau, pratique la plupart du temps illégale (à peu près comme du sitting).
- Plvl

Abréviation de l’anglais power Lvl (power level).
Le fait de faire appel à un autre joueur pour prendre des niveaux (levels) plus rapidement (plus communément abrégé sous le sigle PL)
- PNJ

Initiales de « personnage non-joueur ».
Désigne un personnage commandé par le jeu. Les PNJ apportent leur aide par des conseils ou des objets, sont à l'origine des quêtes, ou bien peuvent s'avérer être des ennemis. Voir PJ, NPC, PC.
- PO

Initiales de « pièce d'or »
Monnaie commune à plusieurs jeux.
- point de vie, PV, PdV

Désigne les points symbolisant la vie ou l'état de santé d'un personnage ou d'un monstre.
- pop, repop

Désigne la réapparition d'un ou de plusieurs monstres dans une zone déterminée.
- popo

Abréviation du mot français « potion ».
Désigne une potion quelconque.
- popoter

Néologisme formé à partir de l'abréviation popo (voir supra).
Désigne l'action d'utiliser des potions.
- proc

Anglicisme.
Désigne l'activation (possiblement aléatoire) d'un effet lié à une arme, à une pièce d'équipement ou à un sort.
- pull, pulling, puller

De l'anglais to pull, « attirer ».
Désigne l'action d'attirer un ou plusieurs monstres vers soi, pour entrer en combat. Voir aggro.
- PvE

Initiales de l’anglais player versus environment, « joueur contre environnement ».
Désigne un mode de jeu où le joueur lutte contre l'environnement commandé par le jeu (combat contre des monstres, résolution de quêtes, exploration de donjons, etc.)
- PvM

Initiales de l’anglais player versus monster, « joueur contre monstre ».
Désigne un mode de jeu où le joueur lutte contre les monstres commandés par intelligence artificielle.
- PvP, JCJ

Initiales de l’anglais player versus player, « joueur contre joueur ».
Désigne un mode de jeu où le joueur lutte contre les autres joueurs connectés au serveur du jeu. Voir JcJ.
- PX

Initiales de « point d'expérience ».

## Q
- Haut – A
- B
- C
- D
- E
- F
- G
- H
- I
- J
- K
- L
- M
- N
- O
- P
- Q
- R
- S
- T
- U
- V
- W
- X
- Y
- Z

- QJ

Initiales de « quête journalière », voir aussi QH (« quête hebdomadaire »), QR (« quête répétable »), etc.
- QQ

Terme utilisé pour se moquer d'un adversaire, similaire à whine (« geindre ») (voir la lettre W).
Originellement utilisé dans le mode en ligne de Warcraft II comme une moquerie, où la combinaison de touche Alt+Q+Q pouvait être utilisée pour quitter le jeu. Ce terme peut aussi être interprété comme une émoticône représentant des yeux en train de pleurer, donc une personne en train de geindre.
- quête, ou Q

Objectifs fournis par un PNJ, récompensés par de l'argent, de l'équipement, de l'expérience ou des bonus dans le jeu.

## R
- Haut – A
- B
- C
- D
- E
- F
- G
- H
- I
- J
- K
- L
- M
- N
- O
- P
- Q
- R
- S
- T
- U
- V
- W
- X
- Y
- Z

- raid

Terme anglais désignant une opération militaire rapide.
Désigne un groupe important de joueurs, réunis pour venir à bout d'événements d'envergure.
- regen

Troncation de l’anglais regeneration.
Désigne le fait de récupérer du mana ou de la vie. Voir mana, point de vie.
- repop :

Désigne le fait qu'un monstre ou un boss réapparait. ex. : « Attention, les mobs ont repop ! ».
- repot :

Désigne le fait de se ravitailler en potions de vie et de mana, mais également d'aller faire réparer son équipement. Couramment employé par les joueurs de langue anglaise, est utilisé par un joueur quittant son spot, prévenant ceux qui voudraient éventuellement prendre sa place qu'il va revenir bientôt.
- reroll

Terme anglais, « relancer les dés ».
Désigne un personnage créé ultérieurement au personnage principal d'un joueur, souvent pour compléter une équipe déficiente dans un domaine ou pour jouer avec des capacités différentes de son personnage original. Voir main.
- rez, res ou resu

Troncation de l'anglais resurrect, « ressusciter », ou du français « ressusciter ».
- roll / rand

De l'expression anglaise to roll the dice, « lancer les dés », ou de random, « aléatoire ».
Désigne une commande tirant aléatoirement un chiffre entre 1 et 100 pour attribuer un objet lorsque celui-ci est convoité par plusieurs joueurs. Le joueur ayant obtenu le plus grand chiffre gagne l'objet.
- rip :

De l'anglais rest in peace, « repose en paix » ou « paix à son âme ».
[Quoi ?]
- root

De l'anglais to root, « prendre racine ».
Désigne un effet qui immobilise un personnage. Celui-ci peut néanmoins continuer n'importe quelle action autre que bouger.
- rox/roxx, roxer

De l'anglais to rock.
On dit qu'un objet ou qu'un joueur rox/roxe quand il « déchire/gère bien ». Voici également une phrase assez connue dans le monde du MMOG : « La probabilité pour qu'un programme fonctionne, si elle n'est pas modifiée, est une exponentielle de l'aisance avec laquelle on a roxé le programme ».
- RP

Initiales de l’anglais roleplay, « jouer un rôle ».
Désigne toute discussion et tout comportement venant du personnage et non du joueur. Voir HRP.
- rusher

De l'anglais to rush, « se précipiter ».
Quelqu'un qui rushe, c'est quelqu'un qui parcourt une zone ou un jeu de manière très rapide.
- RvR

Initiales de « royaume versus royaume ».
Désigne un mode de jeu où un groupe de joueurs essaient d'assiéger les forteresses du serveur du jeu appartenant aux autres joueurs.
Désigne aussi le mode de jeu « race versus race », où les différentes races d'un jeu combattent les unes contre les autres.

## S
- Haut – A
- B
- C
- D
- E
- F
- G
- H
- I
- J
- K
- L
- M
- N
- O
- P
- Q
- R
- S
- T
- U
- V
- W
- X
- Y
- Z

- scammer

Terme anglais, « arnaqueur ».
Joueur ayant pour but de dérober des objets en comptant sur la crédulité des autres.
- sitting

Terme anglais formé à partir du verbe to sit dans le sens de « faire garder ».
Désigne le fait de prêter son compte à un autre joueur pour qu'il joue à votre place (ex. : farmer - powerleveling).
- skill

Terme anglais, « adresse » (technique).
Désigne les compétences du personnage ou du joueur. ex. : pour le perso « T'as utilisé quel skill pour le tuer » ou pour le joueur « T'as tué 5 ennemis en même temps, t'as du skill toi ! ».
- snare

Terme anglais, « piéger ».
Désigne généralement un sort ou une capacité ralentissant la vitesse de déplacement de la cible.
- SP
  - Initiales de l'anglais shadow priest (dans World of Warcraft), qui signifie la spé « prêtre de l'ombre ».
  - Initiales de l'anglais silver piece, « pièce d'argent ». Monnaie commune à plusieurs jeux.
  - Initiales de l'anglais skill points. Dans certains jeux, ils sont nécessaires pour lancer une attaque spéciale.

- spawn

Endroit où réapparaîtront des mobs ou des joueurs, ou bien fait de réapparaitre dans le monde pour un mob ou un joueur. ex. : « Je suis mort, je suis au spawn » ou « Le Raid Boss à spawn à côté de la ville »
- spawn camp

Expression en anglais.
Désigne l'action de camper une zone de spawn.
- spé

Troncation de « spécialiser » ou de « spécialisation ».
Certaines classes ont plusieurs spécialisations possibles, le mage par exemple peut se spé feu, glace ou arcane. Peut aussi désigner une spécialisation dans un métier (Ex. : Forgeron Spé Armure).
- spike

Terme anglais qui désigne l'attaque simultanée de toute une équipe contre un adversaire choisi par le leader, généralement en PVP, destinée à le tuer en une fraction de seconde afin qu'il ne soit pas soigné.
- spot

Terme anglais, « site », « endroit », « coin ».
zone de jeu précise et délimitée (une salle, un coin en extérieur) où se trouvent des monstres, voire un groupe d'un seul type de monstres.
- stuff

Terme anglais, « attirail », « fourbi ».
Désigne l'équipement d'un personnage ou des objets d'équipement, comme des bottes ou une épée. Se stuffer désigne le fait de s'équiper.
- stun

De l'anglais to stun, « assommer ».
Désigne un effet qui immobilise un personnage et empêche toute action et tout mouvement.

## T
- Haut – A
- B
- C
- D
- E
- F
- G
- H
- I
- J
- K
- L
- M
- N
- O
- P
- Q
- R
- S
- T
- U
- V
- W
- X
- Y
- Z

- tank

Désigne le joueur qui devra focaliser sur lui l'attention du monstre dans une partie en groupe, de manière à protéger ses compagnons plus fragiles (DD et healers). Le mot tank s'applique généralement au joueur le plus résistant du groupe.
- taunt

Du verbe anglais to taunt, « provoquer ».
Désigne le fait de provoquer un adversaire afin d'augmenter son agressivité à l'encontre d'un personnage précis (généralement soi-même) et attirer ses coups pour épargner ses compagnons, moins bien protégés ou en fin de vie. Une technique de combat utilisée contre les boss consiste à faire tourner le taunt afin que l'ennemi attaque successivement plusieurs personnages différents préparés à recevoir l'assaut (protégés et soignés en conséquence).
- tbh

Initiales de l'anglais to be honest, « pour être honnête ».
- template

Terme anglais, « gabarit ».
Désigne la répartition des points de capacités, de compétences et de skills de son personnage.
- TK

Initiales de l’anglais team killer, joueur qui tue ses alliés, ou team kill désignant une mort accidentelle ou non causée par un allié.
- TP

Initiales de l’anglais town portal, « portail de ville ».
Peut aussi vouloir dire « téléporter ».
- trash mobs

Expression anglaise.
Désigne les monstres inutiles qui jonchent généralement le chemin pour un boss ou un objectif de quête.
- troll

Terme argotique d'origine anglophone, francisé en verbe « troller ».
Désigne une personne qui a un comportement malveillant, très souvent puéril, dans le seul but de provoquer gratuitement ses interlocuteurs afin de susciter des réactions agressives.
- try

Terme anglais, « essai ».
Le nombre de fois où un joueur ou un groupe de joueurs combattent ou relèvent un défi, un donjon comportant un boss en général, détermine le nombre de try ou essais ayant permis de le vaincre.
- TvT

Initiales de l’anglais team versus team, « équipe contre équipe ».
Désigne un mode de jeu où une équipe lutte contre une autre équipe connectée au serveur du jeu
- twink

Terme désignant un personnage joueur bénéficiant d'objets bien au-delà de son niveau. En général, le twink est un personnage secondaire appartenant à un joueur de haut niveau, sur le même compte ou sur un autre (box) équipé pour progresser très rapidement, notamment en profitant des buffs du twink. Voir Mule.

## U
- Haut – A
- B
- C
- D
- E
- F
- G
- H
- I
- J
- K
- L
- M
- N
- O
- P
- Q
- R
- S
- T
- U
- V
- W
- X
- Y
- Z

- uber

Du terme allemand über, « au-delà », « supérieur » (variante anglophone : Ubah) (voir par exemple Übermensch). : Désigne un élément du jeu – objet ou classe – meilleur que les autres. Employé généralement de façon ironique. Voir aussi OP.
- UI

Initiales de l'anglais user interface (« interface utilisateur »), autrement dit ce que l'on voit à l'écran.

## V
- Haut – A
- B
- C
- D
- E
- F
- G
- H
- I
- J
- K
- L
- M
- N
- O
- P
- Q
- R
- S
- T
- U
- V
- W
- X
- Y
- Z

- vie réelle

Voir IRL.

## W
- Haut – A
- B
- C
- D
- E
- F
- G
- H
- I
- J
- K
- L
- M
- N
- O
- P
- Q
- R
- S
- T
- U
- V
- W
- X
- Y
- Z

- warp

Désigne un endroit où l'on peut se téléporter.
- waller

Quelqu'un qui voit à travers les murs, « passe-muraille » (c'est-à-dire quelqu'un qui triche). Voir wallhack.
- wallhack

Programme informatique ou faille permettant de voir à travers les murs dans un jeu.
- wawa

Redoublement de la première syllabe du mot anglais warrior, désignant la classe de guerrier.
- WB

Initiales de l’anglais world boss, monstre unique et généralement très puissant. Il est présent dans une zone non instanciée et accessible par tous.
Initiales de Welcome back (« content de vous revoir »).
- weaving

Terme anglais venant du verbe to weave, « entrelacer ».
Désigne l'action de lancer des compétences juste après avoir lancé une attaque de base, ce qui a pour effet d'arrêter l'animation de l'attaque de base (nommé « coup blanc » dans certains jeux) et ainsi de placer de tangibles dégâts supplémentaires (augmente le fameux DPS) sans pour autant devoir attendre la fin de l'animation de l'attaque de base ; utilisé par les classes ayant une grande vitesse attaque (assassin).
Dans certains jeux, le weaving résulte d'une erreur dans la programmation du personnage ; ainsi, dans League of Legends, plusieurs cas de weaving ont été corrigés au fil des MAJ (mises à jour).
- whine

Du verbe anglais to whine, « geindre », « pleurnicher » ou « se plaindre ».
Se dit d'un discours exprimant un mécontentement ou un désaccord, mais sur un mode geignard, susceptible d'agacer les interlocuteurs. En général utilisé pour fustiger le comportement d'un utilisateur de MMOG qui réclame à l'éditeur une amélioration dans les fonctionnalités d'un jeu, ou bien une correction sur un éventuel déséquilibre de sa classe (souvent très subjectif).
Utilisé aussi par certains pour troller sur les forums de MMO les équipes adverses (clans et guildes notamment) après une guerre de guilde.
- wipe, wipe out

Verbes anglais signifiant respectivement « effacer » et « exterminer ».
Désigne l'anéantissement d'un groupe entier de joueurs, généralement à la suite d'un mauvais choix tactique ou d'une erreur au cours d'un combat.
- w00t, ou woot

Acronyme de l'expression anglaise We Own Other Team, « Nous avons eu (battu) l'équipe adverse ».
Terme utilisé principalement dans les guerres de guilde par l'équipe dominante qui revendique la défaite de l'équipe adverse.
Acronyme équivalant à « Youpi ! ». Souvent utilisé lorsqu'un joueur obtient un loot rare, lorsqu'il tue un monstre ou fait une autre action dans le jeu lui permettant de gagner un objet rare ou précieux.
- WoW

Initiales de World of Warcraft.
- WP

Initiales de l'anglais way point, « point de passage ».
Initiales de l'anglais well played, signifiant qu'une partie a été bien menée ou que quelqu'un a bien joué.
Initiales de l'anglais wrong person, signifiant que l'on s'est trompé de personne.
- WS

Initiales de l'anglais wall shot, « tir à travers un mur ».
Action qui consiste à attaquer une personne ou un monstre à travers un mur. Une action comme celle-là n'est normalement pas autorisée mais peut parfois être accomplie lorsque la geodata (l'information géographique) d'un serveur est mal codée. Voir Glitch.
- WTB

Initiales de l'anglais want to buy, « [je] cherche à acheter ».
Employé par les joueurs souhaitant acheter un objet ou un service.
- WTS

Initiales de l'anglais want to sell, « [je] cherche à vendre ».
Employé par les joueurs souhaitant vendre un objet ou un service.
- WTT

Initiales de l'anglais want to trade, « [je] cherche à échanger ».
Employé par les joueurs souhaitant échanger un objet ou un service.
- wiwi

Troncature du mot anglais « wizard » (sorcier en français), désignant une classe de personnage utilisant de la magie.

## X
- Haut – A
- B
- C
- D
- E
- F
- G
- H
- I
- J
- K
- L
- M
- N
- O
- P
- Q
- R
- S
- T
- U
- V
- W
- X
- Y
- Z

- XP, expérience

Unité de mesure désignant la progression d'un personnage, et s'exprimant en pourcentage ou en points.

## Y
- Haut – A
- B
- C
- D
- E
- F
- G
- H
- I
- J
- K
- L
- M
- N
- O
- P
- Q
- R
- S
- T
- U
- V
- W
- X
- Y
- Z

## Z
- Haut – A
- B
- C
- D
- E
- F
- G
- H
- I
- J
- K
- L
- M
- N
- O
- P
- Q
- R
- S
- T
- U
- V
- W
- X
- Y
- Z

- ZL

Initiales de « zone litigieuse ».
Dans certains MMO, peut désigner une instance/zone instanciée plus communément. Une ZLHM est une « zone litigieuse en hard mode » (instance en mode difficile).

### Sources
- Lexique des MMOG sur JeuxOnLine.
- Lexique des MMORPG sur JudgeHype.
- Glossaire des MMORPG sur le site officiel de World of Warcraft.